# Ванек, Жан-Пьер
Жан-Пьер Ване́к (люкс. Jean-Pierre Vaneck; род. 19 января 1969, Люксембург) — люксембургский футболист, защитник.

## Биография
С 1988 по 1991 года Жан-Пьер Ванек провёл на лавке запасных игроков ФК «Этцелла» из города Эттельбрюк. Однако следующие девять сезонов, начиная дебютом с 1991 и заканчивая 2000 год, Ванек играл за клуб «Гревенмахер», где провёл 198 матчей. После 2000 Ванек провёл два сезона в клубе «Ф91 Дюделанж».
В национальной сборной Ванек дебютировал в 1994 году. В ней он провёл 35 матчей и забил 2 гола.